# 영국 해협
영국 해협(英國海峽, 영어: English Channel, 잉글랜드 해협) 또는 라 망슈(프랑스어: La Manche, 프랑스어로 해협이라는 의미.)는 영국의 그레이트브리튼섬과 프랑스 사이의 바다로 대서양과 북해를 잇는다. 길이가 563 km, 폭이 240 km 가량이며, 가장 좁은 곳은 동쪽 끝의 도버 해협이다. 평균 깊이가 120 미터 밖에 되지 않는 얕은 바다로, 도버 해협 부근은 45 미터밖에 되지 않는다. 빙하 시대에는 브리튼 제도와 유럽 대륙이 육교로 연결되어 있었으나 빙하기가 끝나면서 해수면 높이가 높아지면서 분리되었다.
프랑스와 가까운 쪽에 채널 제도가 있다.

## 같이 보기
- 부즈 크루즈
- 도버 해협